# 陳忠明
陳忠明（Ron Chan），香港電影剪接師，分別憑《消失的子彈》、《风暴 (电影)|风暴》及《寒戰II》，獲提名第32屆、第33屆及第36屆香港電影金像獎最佳剪接。是香港電影剪輯協會會員。

## 其他主要剪接作品
- 愛犬奇緣
- 交換人生
- 梅艷芳 (電影)
- 合法伴侣
- 素人特工
- 超時空同居
- 英倫對決(亞洲版)
- 那年夏天你去了哪裏
- 寒戰II
- 赤道 (電影)
- 六福喜事

## 其他
陳忠明亦是香港浸會大學電影學院的客席講師，教授剪接進階課程。

## 獎項
| 年份   | 頒獎典禮             | 獎項                             | 影片           | 結果 |
| ------ | -------------------- | -------------------------------- | -------------- | ---- |
| 2013年 | 第32屆香港電影金像獎 | 最佳剪輯（與鄺志良分享）         | 《消失的子彈》 | 提名 |
| 2014年 | 第33屆香港電影金像獎 | 最佳剪輯（與鄺志良分享）         | 《风暴》       | 提名 |
| 2017年 | 第36屆香港電影金像獎 | 最佳剪輯（與Jordan Goldman分享） | 《寒戰II》     | 提名 |

## 外部連結
- 陳忠明在互联网电影资料库（IMDb）上的資料（英文）
- 陳忠明在香港影庫上的簡介
- 香港電影剪輯協會 Society of Film Editors (HK) Ltd - 陳忠明 Ron Chan （页面存档备份，存于）
- （页面存档备份，存于） 採訪：你不觉得《寒战2》里枪战戏看的很爽吗？|影视工业网CineHello]